# Hmarivka, Berșad
Hmarivka (în ucraineană Хмарівка) este un sat în comuna Cerneatka din raionul Berșad, regiunea Vinnița, Ucraina.

## Demografie
Componența lingvistică a localității Hmarivka
     Ucraineană (99,49%)
Conform recensământului din 2001, majoritatea populației localității Hmarivka era vorbitoare de ucraineană (99,49%), existând în minoritate și vorbitori de alte limbi.